# Arklow-R-Klasse (2023)
Die Arklow-R-Klasse ist eine Küstenmotorschiffsklasse der irischen Reederei Arklow Shipping. Von den Schiffen des Typs Eco Trader 6800 der niederländischen Werft Royal Bodewes wurden von 2021 bis 2024 sieben Einheiten gebaut.

## Geschichte
Die Schiffe wurden auf der Werft Royal Bodewes in Hoogezand für die Reederei Arklow Shipping in Arklow gebaut. Das Typschiff wurde im Februar 2023 abgeliefert, sechs weitere Einheiten folgten bis September 2024. Zwei zusätzlich geplante Einheiten wurden nicht gebaut.

## Beschreibung
Die Schiffe werden von einem Viertakt-Sechszylinder-Dieselmotor des Motorenherstellers Caterpillar (Typ: MaK 6M25) mit 1740 kW Leistung angetrieben. Der Motor wirkt über ein Getriebe auf einen Verstellpropeller. Die Schiffe erreichen eine Geschwindigkeit von knapp 12 kn. Für die Stromversorgung stehen zwei von Dieselmotoren mit jeweils 150 kW Leistung angetriebene Generatoren zur Verfügung. Weiterhin wurde ein von einem Dieselmotor mit 65 kW Leistung angetriebener Notgenerator verbaut. Die Schiffe sind mit einem elektrisch angetriebenen Bugstrahlruder mit 300 kW ausgestattet.
Die Schiffe verfügen über zwei kastenförmige Laderäume. Laderaum 1 ist 33,0 m lang, er verjüngt sich im vorderen Bereich. Laderaum 2 ist 44,25 m lang, er verjüngt sich nach hinten geringfügig. Beide Räume sind 12,6 m breit und circa 9,3 m hoch. Die Räume können durch zwei Querschotten horizontal unterteilt werden. Die Laderäume sind mit Stapellukendeckeln verschlossen, fünf Lukendeckel für Laderaum 1 und sieben Lukendeckel für Laderaum 2. Die Lukendeckel können wie auch die Querschotten mithilfe eines Lukenwagens bewegt werden.
Die Kapazität von Laderaum 1 beträgt rund 3594 m³, die von Laderaum 2 beträgt knapp 5189 m³. Auf der Tankdecke stehen insgesamt 933 m² zur Verfügung. Die Tankdecke kann mit 15 t/m², die Lukendeckel mit 2,35 t/m² belastet werden.
Die Decksaufbauten befinden sich im hinteren Bereich der Schiffe. Die Schiffe sind für den Betrieb mit acht Besatzungsmitgliedern eingerichtet, für die Einzelkabinen zur Verfügung stehen. Darüber hinaus befindet sich eine weitere Einzelkabine als Reserve an Bord.
Am Heck der Schiffe befindet sich auf der Steuerbordseite ein Freifallrettungsboot.

## Schiffe
| Arklow-R-Klasse | Arklow-R-Klasse | Arklow-R-Klasse | Arklow-R-Klasse    | Arklow-R-Klasse                        |
| Bauname         | Baunummer       | IMO-Nummer      | Ablieferung        | Umbenennungen und Verbleib / Bemerkung |
| --------------- | --------------- | --------------- | ------------------ | -------------------------------------- |
| Arklow Racer    | 821             | 9923217         | 17. Februar 2023   |                                        |
| Arklow Rally    | 822             | 9923229         | 15. Juni 2023      |                                        |
| Arklow Rambler  | 823             | 9923231         | 10. Oktober 2023   |                                        |
| Arklow Ranger   | 824             | 9923243         | 8. Januar 2024     |                                        |
| Arklow Resolve  | 825             | 9923255         | 22. März 2024      |                                        |
| Arklow Rose     | 826             | 9923267         | 21. Juni 2024      |                                        |
| Arklow Rover    | 827             | 9923279         | 27. September 2024 |                                        |
|                 | 828             | 9923281         |                    | nicht gebaut                           |
|                 | 829             | 9923293         |                    | nicht gebaut                           |

Die Schiffe fahren unter der Flagge Irlands. Heimathafen ist Arklow.